# Ann Münchow
Ann Münchow, właśc. Anneliese Lepper (ur. 1923, zm. 2019) – niemiecka fotografka, dokumentalistka najbardziej znana z fotografii dzieł sztuki w Akwizgranie, które wykonywała przez 40 lat.

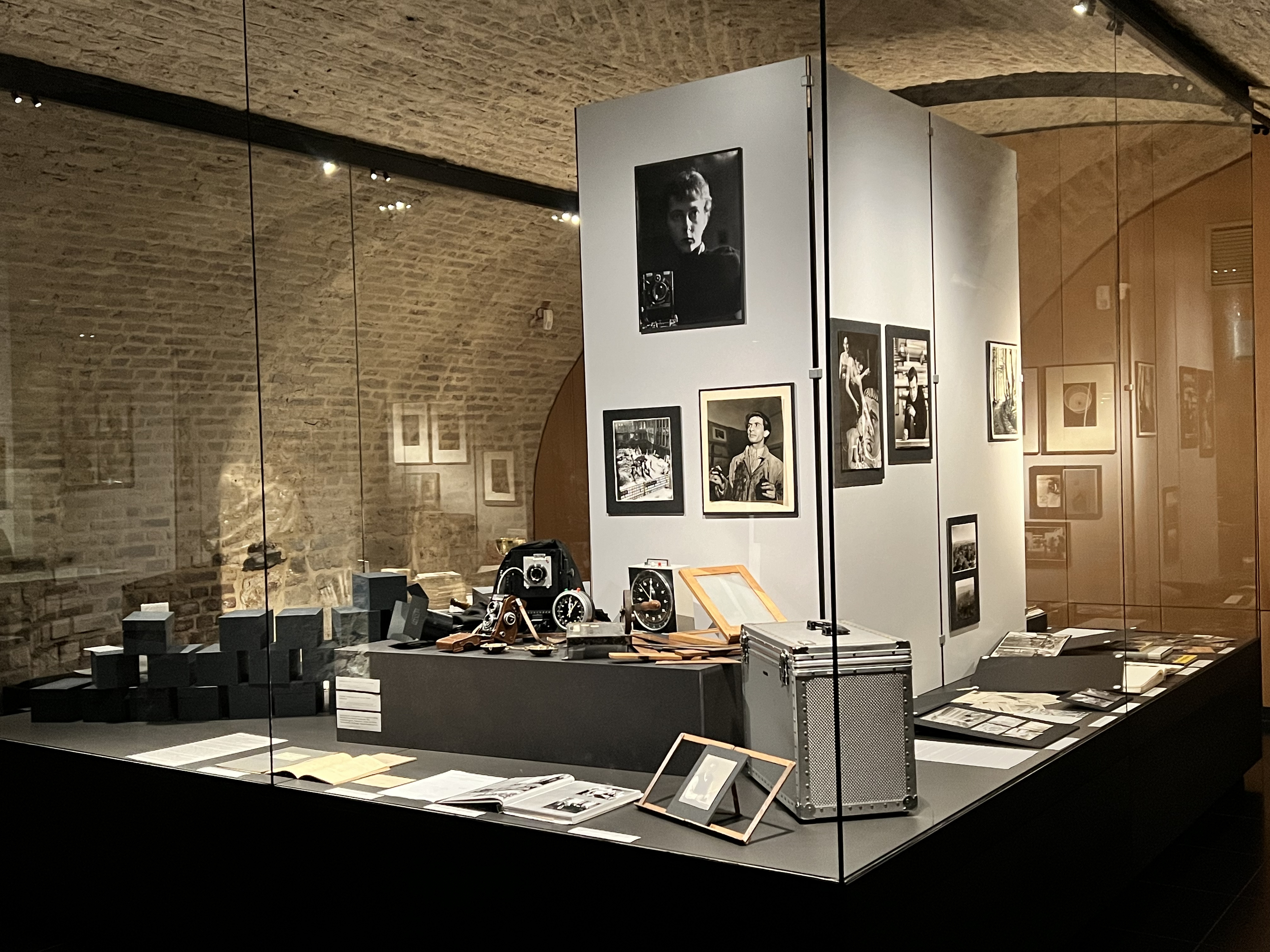
Wystawa „Der besondere Blick. Die Fotografin Ann Münchow und der Aachener Domschatz” w skarbcu katedralnym w Akwizgranie. Widoczny portret Ann Münchow

## Życiorys
W latach 1950–1991 pracowała w Akwizgranie jako niezależna fotografka. W 1952 w domu Nuellenów otworzyła swoje pierwsze studio fotograficzne.

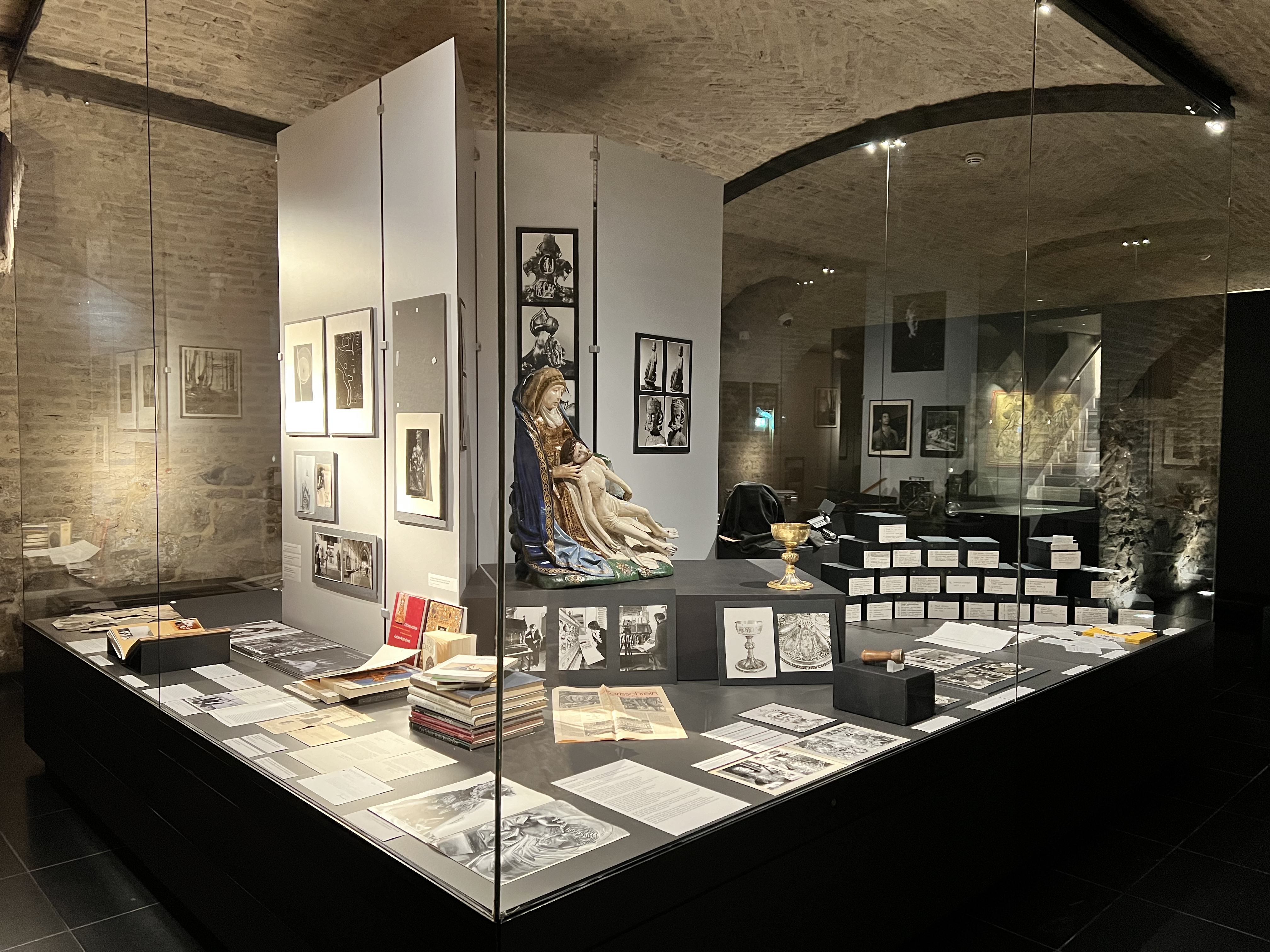
Wystawa „Der besondere Blick. Die Fotografin Ann Münchow und der Aachener Domschatz” w skarbcu katedralnym w Akwizgranie

Była autorką zdjęć do książek opisujących dziedzictwo karolińskie w Akwizgranie. Dokumentowała też życie w mieście. W 1990 przekazała do skarbca katedralnego wiele szklanych negatywów, kolejną partię w 2006. Była doceniana za wnikliwe oko i dokładność. Jej fotografie stały się podstawą badań naukowych. Przechowywane są również w Rheinisches Bildarchiv w Kolonii.
Z powodu małżeństw zmieniała nazwisko: najpierw na Ann Bredol-Lepper, w 1958 na Ann Münchow. Po przejściu na emeryturę mieszkała w Akwizgranie.

## Upamiętnienie
W 2024 w skarbcu w Akwizgranie prezentowana była wystawa „Der besondere Blick. Die Fotografin Ann Münchow und der Aachener Domschatz”. Wystawę w związku z setną rocznicą urodzin fotografki przygotowały dr. Birgitta Falk, szefowa skarbca katedralnego, i kuratorka Katrin Heitmann.